# Tschuktschische Sprache
Tschuktschisch (Eigenbezeichnung ԓыгъоравэтԓьэн йиԓыйиԓ / ļygʼorawetļʼen jiļyjiļ [ɬəɣʔɔˈrawɛˌtɬʔɛn ˈjiɬəjiɬ], dt. „Sprache der echten Menschen“ aus lygi- „echt“, ʼorawetlʼan „Mensch“ und jilyjil „Zunge, Sprache“, russ. чукотский язык) ist eine paläosibirische Sprache, die von ca. 10.000 Sprechern, den Tschuktschen, im nordöstlichsten Zipfel des Russischen Fernen Ostens in der Region Tschukotka gesprochen wird.

## Überblick
Die nächstverwandte Sprache, das Korjakische, hat etwa 3.500 Sprecher. Beide Sprachen bilden mit Itelmenisch, Aliutor und Kerek die Gruppe der tschuktscho-kamtschadalischen Sprachen. (Dort alle weiteren Informationen zur Sprachfamilie.)
Die Tschuktschen und Korjaken bilden eine kulturelle Einheit, ihre Wirtschaft basiert auf  Rentierhaltung und sie besitzen den Status autonomer Bezirke innerhalb der Russischen Föderation.
Der Ursprung der russischen Bezeichnung tschuktscha ist unklar. Wahrscheinlich jedoch hat sie ihren Ursprung in der Bezeichnung der größten sozialen Teilgruppe, der Rentiertschuktschen (tschuktsch. cawcw [ˈsawsəw]).
Im Roten Buch der UNESCO ist die Sprache als „gefährdet“ aufgelistet.
Die tschuktschische Sprache wird unter Zuhilfenahme der drei zusätzlichen Buchstaben Ӄӄ, Ӈӈ und Ԓԓ sowie dem Zeichen ʼ mit dem kyrillischen Alphabet geschrieben. Das Ԓԓ wurde erst Ende der 1980er Jahre eingeführt, um den tschuktschischen L-Laut zur Unterscheidung vom in Lehnwörtern vorkommenden russischen zu kennzeichnen. Eine Besonderheit ist die unterschiedliche Aussprache des Konsonanten /r/ bzw. der Kombination /rk/ bei Männern und Frauen. Während die Männer /r/ bzw. /rk/ sprechen, sprechen die Frauen in beiden Fällen /ts/. So heißt das „Walross“ bei den Männern rərkə, bei den Frauen aber tsətsə. (Weitere Informationen zum Sprachbau siehe unter Tschuktscho-kamtschadalische Sprachen.)
Das einzige im Deutschen bekanntgewordene Wort aus der tschuktschischen Sprache ist die Bezeichnung für die Lachsart (tschuktsch. qetaqet) Ketalachs (lat. Oncorhynchus keta, engl. dog salmon, chum salmon), aus dem der „Keta“-Kaviar gewonnen wird.
Der tschuktschische Schriftsteller Juri Sergejewitsch Rytcheu hat seine frühen Werke in tschuktschischer Sprache geschrieben. Antonina Kymytwal schrieb tschuktschische Gedichte und übersetzte Werke von Hans Christian Andersen, Wilhelm Hauff, Iwan Franko, Agnija Barto, Konstantin Uschinski u. a. ins Tschuktschische.

## Alphabet
| А а | Б б | В в | Г г | Д д | Е е | Ё ё | Ж ж |
| З з | И и | Й й | К к | Ӄ ӄ | Л л | Ԓ ԓ | М м |
| Н н | Ӈ ӈ | О о | П п | Р р | С с | Т т | У у |
| Ф ф | Х х | Ц ц | Ч ч | Ш ш | Щ щ | Ъ ъ | Ы ы |
| Ь ь | Э э | Ю ю | Я я | ʼ   |     |     |     |